# Lista de senadores do Brasil da 51.ª legislatura
Esta é a lista de senadores do Brasil da 51.ª legislatura do Congresso Nacional. Inclui-se o nome civil dos parlamentares, o partido ao qual eram filiados na data da posse, sua unidade federativa de origem, bem como outras informações. Esta legislatura do Senado Federal durou de 1 de fevereiro de 1999 a 31 de janeiro de 2003.

## Composição das bancadas
| Partido | Líder                    | Bancada | Posição      |
| ------- | ------------------------ | ------- | ------------ |
| PMDB    | Renan Calheiros          | 24 / 81 | Governo      |
| PFL     | Jorge Bornhausen         | 20 / 81 | Governo      |
| PSDB    | Álvaro Dias              | 12 / 81 | Governo      |
| PT      | José Eduardo Dutra       | 7 / 81  | Oposição     |
| PTB     | Arlindo Porto            | 6 / 81  | Governo      |
| PPB     | Luiz Otávio Campos       | 5 / 81  | Governo      |
| PSB     | Antônio Carlos Valadares | 3 / 81  | Oposição     |
| PDT     | Jefferson Peres          | 2 / 81  | Oposição     |
| PL      | José Alencar             | 1 / 81  | Governo      |
| PPS     | Roberto Freire           | 1 / 81  | Independente |

## Mesa diretora
| Imagem | Cargo              | Nome                                                           | Partido | Estado              |
| ------ | ------------------ | -------------------------------------------------------------- | ------- | ------------------- |
|        | Presidente         | Antônio Carlos Magalhães (Antônio Carlos Peixoto de Magalhães) | PFL     | Bahia               |
|        | 1° vice-presidente | Geraldo Melo (Geraldo José da Câmara Ferreira de Melo)         | PSDB    | Rio Grande do Norte |
|        | 2° vice-presidente | Ademir Andrade (Ademir Galvão Andrade)                         | PSB     | Pará                |
|        | 1° secretário      | Ronaldo Cunha Lima (Ronaldo José da Cunha Lima)                | PSDB    | Paraíba             |
|        | 2° secretário      | Nabor Júnior (Nabor Teles da Rocha Júnior)                     | PMDB    | Acre                |
|        | 3° secretário      | Casildo Maldaner (Casildo João Maldaner)                       | PMDB    | Santa Catarina      |
|        | 4° secretário      | Carlos Patrocínio (Carlos do Patrocínio Silveira)              | PFL     | Tocantins           |
|        | 1° suplente        | Eduardo Suplicy (Eduardo Matarazzo Suplicy)                    | PT      | São Paulo           |
|        | 2° suplente        | Lúdio Coelho                                                   | PSDB    | Mato Grosso do Sul  |
|        | 3° suplente        | Jonas Pinheiro (Jonas Pinheiro da Silva)                       | PFL     | Mato Grosso         |
|        | 4° suplente        | Marluce Pinto (Maria Marluce Moreira Pinto)                    | PMDB    | Roraima             |

## Senadores em exercício ao fim da legislatura
| Imagem              | Nome                                                                          | Partido | Início de mandato       | Fim de mandato          | Observações                                                       |
| Acre                | Acre                                                                          | Acre    | Acre                    | Acre                    | Acre                                                              |
| ------------------- | ----------------------------------------------------------------------------- | ------- | ----------------------- | ----------------------- | ----------------------------------------------------------------- |
|                     | Tião Viana (Sebastião Afonso Viana Macedo Neves)                              | PT      | 1° de fevereiro de 1999 | 21 de dezembro de 2010  | Eleito Governador do Acre em 2010                                 |
|                     | Marina Silva (Maria Osmarina Marina Silva Vaz de Lima)                        | PT      | 1° de fevereiro de 1995 | 31 de janeiro de 2011   |                                                                   |
|                     | Nabor Teles Jr (Nabor Teles da Rocha Júnior)                                  | PMDB    | 1° de fevereiro de 1987 | 31 de janeiro de 2003   |                                                                   |
| Alagoas             |                                                                               |         |                         |                         |                                                                   |
|                     | Heloísa Helena (Heloísa Helena Lima de Moraes Carvalho)                       | PT      | 1° de fevereiro de 1999 | 31 de janeiro de 2007   |                                                                   |
|                     | Renan Calheiros (José Renan Vasconcelos Calheiros)                            | PMDB    | 1° de fevereiro de 1995 | 31 de janeiro de 2027   |                                                                   |
|                     | Teotonio Vilela Filho (Teotonio Brandão Vilela Filho)                         | PSDB    | 1° de fevereiro de 1987 | 31 de dezembro de 2006  | Eleito Governador de Alagoas em 2006                              |
| Amapá               |                                                                               |         |                         |                         |                                                                   |
|                     | José Sarney (José Sarney Ribamar Ferreira de Araújo Costa)                    | PMDB    | 1° de fevereiro de 1991 | 31 de janeiro de 2015   |                                                                   |
|                     | Gilvam Borges (Gilvam Pinheiro Borges)                                        | PMDB    | 1° de fevereiro de 1995 | 31 de janeiro de 2003   |                                                                   |
|                     | Sebastião Bala Rocha (Sebastião Bala Ferreira da Rocha)                       | PFL     | 1° de fevereiro de 1995 | 31 de janeiro de 2003   |                                                                   |
| Amazonas            |                                                                               |         |                         |                         |                                                                   |
|                     | Gilberto Mestrinho (Gilberto Mestrinho de Medeiros Raposo)                    | PMDB    | 1° de fevereiro de 1999 | 31 de janeiro de 2007   |                                                                   |
|                     | Bernardo Cabral (José Bernardo Cabral)                                        | PFL     | 1° de fevereiro de 1995 | 31 de janeiro de 2003   |                                                                   |
|                     | Jefferson Peres (José Jefferson Carpinteiro Peres)                            | PDT     | 1° de fevereiro de 1995 | 23 de maio de 2008      | Faleceu em 2008                                                   |
| Bahia               |                                                                               |         |                         |                         |                                                                   |
|                     | Paulo Souto (Paulo Ganem Souto)                                               | PFL     | 1° de fevereiro de 1999 | 31 de dezembro de 2002  | Eleito Governador da Bahia em 2002                                |
|                     | Antônio Carlos Magalhães (Antônio Carlos Peixoto de Magalhães)                | PFL     | 1° de fevereiro de 1995 | 20 de julho de 2007     |                                                                   |
|                     | Waldeck Ornelas (Waldeck Vieira Ornelas)                                      | PFL     | 1° de fevereiro de 1995 | 31 de janeiro de 2003   |                                                                   |
| Ceará               |                                                                               |         |                         |                         |                                                                   |
|                     | Luiz Pontes (Luiz Alberto Vidal Pontes)                                       | PSDB    | 1° de fevereiro de 1999 | 31 de janeiro de 2007   |                                                                   |
|                     | Lúcio Alcântara (Lúcio Gonçalo de Alcântara)                                  | PSDB    | 1° de fevereiro de 1995 | 31 de dezembro de 2002  | Eleito Governador do Ceará em 2002                                |
|                     | Sérgio Machado (José Sérgio de Oliveira Machado)                              | PMDB    | 1° de fevereiro de 1995 | 31 de janeiro de 2003   |                                                                   |
| Distrito Federal    |                                                                               |         |                         |                         |                                                                   |
|                     | Valmir Amaral (Valmir Antônio Amaral)                                         | PTB     | 29 de junho de 2000     | 31 de janeiro de 2007   | Primeiro Suplente de Luís Estêvão                                 |
|                     | José Roberto Arruda                                                           | PSDB    | 1° de fevereiro de 1995 | 24 de maio de 2001      | Renunciou o mandato devido ao escândalo do painel eletrônico      |
|                     | Lauro Campos (Lauro Álvares da Silva Campos)                                  | PDT     | 1° de fevereiro de 1995 | 14 de janeiro de 2003   | Faleceu no exercício do cargo                                     |
| Espírito Santo      |                                                                               |         |                         |                         |                                                                   |
|                     | João Batista Mota (João Batista da Mota)                                      | PSDB    | 1° de fevereiro de 1999 | 31 de janeiro de 2007   | Primeiro Suplente de Paulo Hartung*                               |
|                     | Gerson Camata                                                                 | PMDB    | 1° de fevereiro de 1987 | 31 de janeiro de 2011   |                                                                   |
|                     | Ricardo Santos (Ricardo Ferreira Santos)                                      | PMDB    | 1° de janeiro de 1999   | 31 de janeiro de 2003   | Primeiro Suplente de José Ignácio Ferreira                        |
| Goiás               |                                                                               |         |                         |                         |                                                                   |
|                     | Maguito Vilela (Luiz Alberto Maguito Vilela)                                  | PMDB    | 1° de fevereiro de 1999 | 31 de janeiro de 2007   |                                                                   |
|                     | Iris Rezende (Iris Rezende Machado)                                           | PMDB    | 1° de fevereiro de 1995 | 31 de janeiro de 2003   |                                                                   |
|                     | Mauro Miranda (Mauro Miranda Soares)                                          | PMDB    | 1° de fevereiro de 1995 | 31 de janeiro de 2003   |                                                                   |
| Maranhão            |                                                                               |         |                         |                         |                                                                   |
|                     | Edison Lobão                                                                  | PFL     | 1° de fevereiro de 1995 | 31 de janeiro de 2019   |                                                                   |
|                     | João Alberto Souza (João Alberto de Souza)                                    | PMDB    | 1° de fevereiro de 1999 | 31 de janeiro de 2007   | Tomou posse como Vice-Governador do Maranhão em 2009              |
|                     | Bello Parga (Luís Carlos Bello Parga)                                         | PFL     | 1° de fevereiro de 1995 | 31 de janeiro de 2003   |                                                                   |
| Mato Grosso         |                                                                               |         |                         |                         |                                                                   |
|                     | Antero Paes de Barros (Antero Paes de Barros Neto)                            | PSDB    | 1° de fevereiro de 1999 | 31 de janeiro de 2007   |                                                                   |
|                     | Carlos Bezerra (Carlos Gomes Bezerra)                                         | PMDB    | 1° de fevereiro de 1995 | 31 de janeiro de 2003   |                                                                   |
|                     | Jonas Pinheiro (Jonas Pinheiro da Silva)                                      | PFL     | 1° de fevereiro de 1995 | 19 de fevereiro de 2008 | Faleceu no exercício do cargo                                     |
| Mato Grosso do Sul  |                                                                               |         |                         |                         |                                                                   |
|                     | Juvêncio da Fonseca (Juvêncio Cesar da Fonseca)                               | PMDB    | 1° de fevereiro de 1999 | 31 de janeiro de 2007   |                                                                   |
|                     | Lúdio Coelho (Lúdio Martins Coelho)                                           | PSDB    | 1° de fevereiro de 1995 | 31 de janeiro de 2003   |                                                                   |
|                     | Ramez Tebet                                                                   | PMDB    | 1° de fevereiro de 1995 | 17 de novembro de 2006  | Faleceu no exercício do cargo                                     |
| Minas Gerais        |                                                                               |         |                         |                         |                                                                   |
|                     | José Alencar (José Alencar Gomes da Silva)                                    | PL      | 1° de fevereiro de 1999 | 14 de dezembro de 2002  | Eleito Vice-Presidente da República em 2002                       |
|                     | Arlindo Porto (Arlindo Porto Neto)}}                                          | PTB     | 1° de fevereiro de 1995 | 31 de janeiro de 2003   |                                                                   |
|                     | Francelino Pereira (Francelino Pereira dos Santos)                            | PFL     | 1° de fevereiro de 1995 | 31 de janeiro de 2003   |                                                                   |
| Pará                |                                                                               |         |                         |                         |                                                                   |
|                     | Luiz Otávio Campos (Luiz Otavio Oliveira Campos)                              | PPB     | 1° de fevereiro de 1999 | 31 de janeiro de 2007   |                                                                   |
|                     | Ademir Andrade (Ademir Galvão Andrade)                                        | PSB     | 1° de fevereiro de 1995 | 31 de janeiro de 2003   |                                                                   |
|                     | Fernando Ribeiro (Fernando de Castro Ribeiro)                                 | PMDB    | 25 de outubro de 2001   | 31 de janeiro de 2003   | Segundo Suplente de Jader Barbalho                                |
| Paraíba             |                                                                               |         |                         |                         |                                                                   |
|                     | Ney Suassuna (Ney Robinson Suassuna)                                          | PMDB    | 1° de fevereiro de 1994 | 31 de janeiro de 2007   | Primeiro Suplente de Antônio Mariz                                |
|                     | Wellington Roberto (José Wellington Roberto)                                  | PTB     | 14 de abril de 1998     | 31 de janeiro de 2003   | Primeiro Suplente de Humberto Lucena                              |
|                     | Ronaldo Cunha Lima (Ronaldo José da Cunha Lima)                               | PSDB    | 1° de fevereiro de 1995 | 31 de outubro de 2007   |                                                                   |
| Paraná              |                                                                               |         |                         |                         |                                                                   |
|                     | Álvaro Dias (Álvaro Fernandes Dias)                                           | PSDB    | 1° de fevereiro de 1999 | 31 de janeiro de 2023   |                                                                   |
|                     | Osmar Dias (Osmar Fernandes Dias)                                             | PPB     | 1° de fevereiro de 1995 | 31 de janeiro de 2011   |                                                                   |
|                     | Roberto Requião (Roberto Requião de Mello e Silva)                            | PMDB    | 1° de fevereiro de 1995 | 31 de dezembro de 2002  | Eleito Governador do Paraná em 2002                               |
| Pernambuco          |                                                                               |         |                         |                         |                                                                   |
|                     | José Jorge (José Jorge de Vasconcelos Lima)                                   | PFL     | 1° de fevereiro de 1999 | 31 de janeiro de 2007   |                                                                   |
|                     | Carlos Wilson (Carlos Wilson Rocha de Queirós Campos)}}                       | PTB     | 1° de fevereiro de 1995 | 31 de janeiro de 2003   |                                                                   |
|                     | Roberto Freire (Roberto João Pereira Freire)                                  | PPS     | 1° de fevereiro de 1995 | 31 de janeiro de 2003   |                                                                   |
| Piauí               |                                                                               |         |                         |                         |                                                                   |
|                     | Alberto Silva (Alberto Tavares Silva)                                         | PMDB    | 1° de fevereiro de 1999 | 31 de janeiro de 2007   |                                                                   |
|                     | Freitas Neto (Antonio de Almendra Freitas Neto)                               | PFL     | 1° de fevereiro de 1995 | 31 de janeiro de 2003   |                                                                   |
|                     | Benício Sampaio (Benício Parente de Sampaio)}}                                | PFL     | 20 de novembro de 2001  | 31 de janeiro de 2003   | Primeiro Suplente de Hugo Napoleão                                |
| Rio de Janeiro      |                                                                               |         |                         |                         |                                                                   |
|                     | Saturnino Braga (Roberto Saturnino Braga)                                     | PSB     | 1° de fevereiro de 1999 | 31 de janeiro de 2007   |                                                                   |
|                     | Artur da Távola (Paulo Alberto Artur da Tavola Moretzsonh Monteiro de Barros) | PSDB    | 1° de fevereiro de 1995 | 31 de janeiro de 2003   |                                                                   |
|                     | Geraldo Cândido (Geraldo Cândido da Silva)                                    | PT      | 18 de dezembro de 1998  | 31 de janeiro de 2003   | Primeiro Suplente de Benedita da Silva                            |
| Rio Grande do Norte |                                                                               |         |                         |                         |                                                                   |
|                     | Fernando Bezerra (Fernando Luiz Gonçalves Bezerra)                            | PTB     | 1° de fevereiro de 1995 | 31 de janeiro de 2007   |                                                                   |
|                     | Geraldo Melo (Geraldo José da Câmara Ferreira de Melo)                        | PSDB    | 1° de fevereiro de 1995 | 31 de janeiro de 2003   |                                                                   |
|                     | José Agripino Maia                                                            | PFL     | 1° de fevereiro de 1995 | 31 de janeiro de 2019   |                                                                   |
| Rio Grande do Sul   |                                                                               |         |                         |                         |                                                                   |
|                     | Pedro Simon (Pedro Jorge Simon)                                               | PMDB    | 1° de fevereiro de 1991 | 31 de janeiro de 2015   |                                                                   |
|                     | Emília Fernandes (Emília Teresinha Xavier Fernandes)                          | PT      | 1° de fevereiro de 1995 | 31 de dezembro de 2002  | Licenciou-se para assumir a Secretaria Especial das Mulheres      |
|                     | José Fogaça (José Alberto Fogaça de Medeiros)                                 | PMDB    | 1° de fevereiro de 1987 | 31 de janeiro de 2003   |                                                                   |
| Rondônia            |                                                                               |         |                         |                         |                                                                   |
|                     | Amir Lando                                                                    | PMDB    | 1° de fevereiro de 1999 | 31 de janeiro de 2007   |                                                                   |
|                     | Fernando Matusalém (Matusalém Gonçalves Fernandes)}}                          | PPB     | 4 de agosto de 2000     | 31 de janeiro de 2003   | Primeiro Suplente de Ernandes Amorim                              |
|                     | Moreira Mendes (Rubens Moreira Mendes Filho)}}                                | PFL     | 21 de dezembro de 1999  | 31 de janeiro de 2003   | Primeiro Suplente de José Bianco                                  |
| Roraima             |                                                                               |         |                         |                         |                                                                   |
|                     | Mozarildo Cavalcanti (Francisco Mozarildo de Melo Cavalcanti)                 | PPB     | 1° de fevereiro de 1999 | 31 de janeiro de 2015   |                                                                   |
|                     | Romero Jucá (Romero Jucá Filho)                                               | PFL     | 1° de fevereiro de 1995 | 31 de janeiro de 2019   |                                                                   |
|                     | Marluce Pinto (Maria Marluce Moreira Pinto)}}                                 | PMDB    | 1° de fevereiro de 1991 | 31 de janeiro de 2003   |                                                                   |
| Santa Catarina      |                                                                               |         |                         |                         |                                                                   |
|                     | Jorge Bornhausen (Jorge Konder Bornhausen)                                    | PFL     | 1° de fevereiro de 1999 | 31 de janeiro de 2007   |                                                                   |
|                     | Geraldo Althoff}}                                                             | PFL     | 23 de outubro de 1998   | 31 de janeiro de 2003   | Primeiro Suplente de Vílson Kleinübing                            |
|                     | Casildo Maldaner (Casildo João Maldaner)                                      | PMDB    | 1° de fevereiro de 1995 | 31 de janeiro de 2003   |                                                                   |
| São Paulo           |                                                                               |         |                         |                         |                                                                   |
|                     | Romeu Tuma                                                                    | PFL     | 1° de fevereiro de 1995 | 26 de outubro de 2010   | Faleceu no exercício do cargo                                     |
|                     | José Serra (José Serra Chirico)                                               | PSDB    | 1° de fevereiro de 1995 | 31 de janeiro de 2003   | Durante o mandato, foi Ministro do Planejamento, depois da Saúde. |
|                     | Eduardo Suplicy (Eduardo Matarazzo Suplicy)                                   | PT      | 1° de fevereiro de 1991 | 31 de janeiro de 2015   |                                                                   |
| Sergipe             |                                                                               |         |                         |                         |                                                                   |
|                     | Maria do Carmo Alves (Maria do Carmo do Nascimento Alves)                     | PFL     | 1° de fevereiro de 1999 | 31 de janeiro de 2023   |                                                                   |
|                     | Antônio Carlos Valadares                                                      | PSB     | 1° de fevereiro de 1995 | 31 de janeiro de 2019   |                                                                   |
|                     | José Eduardo Dutra (José Eduardo de Barros Dutra)                             | PT      | 1° de fevereiro de 1995 | 2 de janeiro de 2003    | Nomeado Presidente da Petrobrás                                   |
| Tocantins           |                                                                               |         |                         |                         |                                                                   |
|                     | Eduardo Siqueira Campos (José Eduardo Siqueira Campos)                        | PFL     | 1° de fevereiro de 1999 | 31 de janeiro de 2007   |                                                                   |
|                     | Carlos Patrocínio (Carlos do Patrocínio Silveira)}}                           | PTB     | 1° de janeiro de 1989   | 31 de janeiro de 2003   |                                                                   |
|                     | Leomar Quintanilha (Leomar de Melo Quintanilha)                               | PPB     | 1° de fevereiro de 1995 | 31 de janeiro de 2011   |                                                                   |